# Тайхо-Мару
Тайхо-Мару (Taiho Maru) — судно, яке під час Другої світової війни взяло участь у операціях японських збройних сил на Каролінських островах.
17 лютого 1944-го американське авіаносне угруповання завдало потужного удару по атолу Трук у центральній частині Каролінських островів, де перебувала головна база японського ВМФ у Океанії (операція «Хейлстоун»). Американцям удалося знищити в цьому рейді кілька бойових кораблів і близько трьох десятків інших суден, серед яких виявилось і вантажне судно «Тайхо-Мару» тоннажем 2829 GRT.
Рештки «Тайхо-Мару», розірвані на дві секції, лежать на глибині від 27 до 44 метрів. Дайвери виявили поряд з ними багато бочок для пального та 2 десантні баржі.